# 1993-as Nickelodeon Kids’ Choice Awards
Ez a hatodik Nickelodeon Kids’ Choice Awards. amelyet 1993. november 14-én rendeztek Pauley Pavilion, Los Angeles, Kaliforniában. Ez volt az eddig legkésőbbi időpont.

## Fellépők
- Kris Kross
- Joe Public
- Shanice
- The Cast of "Roundhouse"

## Győztesek és jelöltek

### Kedvenc filmszínész
- Macaulay Culkin
- Ice Cube
- Kid 'n Play

### Kedvenc filmszínésznő
- Whoopi Goldberg
- Julia Roberts
- Michelle Pfeiffer

### Kedvenc film
- Aladdin
- My Girl – Az első szerelem
- Fekete vidék

### Kedvenc sportcsapat
- Chicago Bears
- Los Angeles Lakers
- Atlanta Braves

### Kedvenc férfi sportoló
- Michael Jordan
- Ken Griffey, Jr.
- Magic Johnson

### Kedvenc női sportoló
- Kim Zmeskal
- Shannon Miller
- Jackie Joyner-Kersee

### Kedvenc Tv színész
- Bill Cosby
- Will Smith
- Luke Perry

### Kedvenc Tv színésznő
- Roseanne Arnold
- Christina Applegate
- Jennie Garth

### Kedvenc Tv show
- Beverly Hills 90210
- In Living Color
- Kaliforniába jöttem

### Kedvenc férfi énekes
- Kris Kross
- Boyz II Men
- Hammer

### Kedvenc női énekes
- Paula Abdul
- Mariah Carey
- En Vogue

### Kedvenc dal
- Kris Kross - Jump
- TLC - Ain’t 2 Proud 2 Beg
- Boyz II Men - Motownphilly

### Kedvenc rajzfilm
- Doug
- Pöttöm kalandok
- Darkwing Duck

### Kedvenc videó játék
- Super Mario Kart

### Kedvenc film állat
- Ren és Stimpy show (Csivava és macska)

### Hall of Fame díjas
- Arnold Schwarzenegger
- Michael Jordan
- Bill Cosby

## Nyálkás hírességek
- Jonathan Taylor Thomas
- Zachary Ty Bryan
- Taran Noah Smith

## Fordítás
- Ez a szócikk részben vagy egészben  a(z)   1993 Kids' Choice Awards című angol Wikipédia-szócikk ezen változatának fordításán alapul.  Az eredeti cikk szerkesztőit annak laptörténete sorolja fel. Ez a jelzés csupán a megfogalmazás eredetét és a szerzői jogokat jelzi, nem szolgál a cikkben szereplő információk forrásmegjelöléseként.